# Hesketh Racing
Hesketh var en brittisk formelbiltillverkare med ett formel 1-stall som tävlade under 1970-talet.

## Historik
Hesketh grundades 1973 av Lord Alexander Hesketh och hans vän Anthony "Bubbles" Horsley. 
De bra resultaten uteblev varför Lord Hesketh ledsnade och hoppade av i slutet av 1975. I samband med avhoppet såldes stallets bilar till Walter Wolf Racing där de blev Wolf-Williams FW05:or. Horsley drev sedan stallet själv fram till 1978.
Heskeths bästa resultat var James Hunts seger i Nederländerna 1975. Talangen James Hunt lämnade sedan stallet och blev världsmästare för McLaren säsongen 1976.

## F1-säsonger
| Säsong | Tävlingsnamn                        | Bil          | Motor                    | Däck | Poäng | VM-plac. | Förare 1      | Förare 2      | Övriga förare               |
| ------ | ----------------------------------- | ------------ | ------------------------ | ---- | ----- | -------- | ------------- | ------------- | --------------------------- |
| 1973   | Hesketh Racing                      | March 731    | Ford Cosworth DFV 3.0 V8 | F    | 14    | (5:a)    | James Hunt    |               |                             |
| 1974   | Hesketh Racing                      | March 731    | Ford Cosworth DFV 3.0 V8 | F    | 0     | (9:a)    | James Hunt    |               |                             |
| 1974   | Hesketh Racing                      | Hesketh 308  | Ford Cosworth DFV 3.0 V8 | F    | 15    | 6:a      | James Hunt    | Ian Scheckter |                             |
| 1975   | Hesketh Racing                      | Hesketh 308B | Ford Cosworth DFV 3.0 V8 | G    | 33    | 4:a      | James Hunt    | Brett Lunger  |                             |
| 1976   | Hesketh Racing                      | Hesketh 308D | Ford Cosworth DFV 3.0 V8 | G    | 0     | 14:e     | Harald Ertl   |               |                             |
| 1976   | Penthouse Rizla Racing with Hesketh | Hesketh 308D | Ford Cosworth DFV 3.0 V8 | G    | 0     | 14:e     |               | Guy Edwards   | Alex Ribeiro Rolf Stommelen |
| 1977   | Penthouse Rizla Racing              | Hesketh 308E | Ford Cosworth DFV 3.0 V8 | G    | 0     | 13:e     | Rupert Keegan |               |                             |
| 1977   | Hesketh Racing                      | Hesketh 308E | Ford Cosworth DFV 3.0 V8 | G    | 0     | 13:e     | [ 6 ]         | Ian Ashley    | Harald Ertl Hector Rebaque  |
| 1978   | Olympus Cameras/Hesketh Racing      | Hesketh 308E | Ford Cosworth DFV 3.0 V8 | G    | 0     | 15:e     | Derek Daly    |               | Eddie Cheever Divina Galica |

| 1. Nederländerna 1975 | 1. Storbritannien 1973 2. USA 1973 3. Argentina 1975 |  |

## Andra stall
Hesketh har också levererat bilar till andra formel 1-stall.
| Stall                | Säsonger | Antal lopp |
| -------------------- | -------- | ---------- |
| Harry Stiller Racing | 1975     | 4          |
| Polar Caravans       | 1975     | 2          |
| Warsteiner Brewery   | 1975     | 3          |

### Kända förare i andra stall
- Alan Jones, Harry Stiller Racing (1975)
- Torsten Palm, Polar Caravans (1975)